# Clahclellah
Clahclellah (Možda varijanta od watlala/, pleme chinookan Indijanaca naseljeno 1806. godine u jednom selu sa sedam kuća u podnožju kaskada na rijeci Columbia u Oegonu. 
Ovo pleme klasificira se široj skupini Dog River ili Watlala, nazivanih i Cascade, kojoj još (prema Hodgeu) pripadaju i Katlagakya, Yehuh, Cathlathlala, Cathlakaheckit, i Cathlayackty.